# Denemarken op de Olympische Winterspelen 2002
Tijdens de Olympische Winterspelen van 2002, die in Salt Lake City (Verenigde Staten) werden gehouden, nam Denemarken voor de tiende keer deel.

## Deelnemers en resultaten
(m) = mannen, (v) = vrouwen 

### Curling
| Olympiër                                                                  | Discipline | Resultaat | Prestatie |
| ------------------------------------------------------------------------- | ---------- | --------- | --- |
| Ulrik Schmidt Lasse Lavrsen Brian Hansen Carsten Svensgaard Frants Gufler | mannen     | 7e        | Groepsfase: 3- 9 Denemarken - Finland 8- 7 Denemarken - Frankrijk 6-10 Denemarken - Zwitserland 5- 9 Denemarken - Zweden 6- 7 Denemarken - Duitsland 4- 9 Denemarken - Noorwegen 6- 5 Denemarken - Groot-Brittannië 9- 7 Denemarken - Verenigde Staten 3- 8 Denemarken - Canada |
| Lene Bidstrup Susanne Slotsager Malene Krause Avi Lund Lisa Richardson    | vrouwen    | 8e        | Groepsfase: 8- 9 Denemarken - Zwitserland 5- 9 Denemarken - Duitsland 11- 9 Denemarken - Zweden 9- 4 Denemarken - Verenigde Staten 5- 7 Denemarken - Rusland 6- 8 Denemarken - Groot-Brittannië 4- 9 Denemarken - Canada 4- 9 Denemarken - Noorwegen 5- 6 Denemarken - Japan    |

### Freestyleskiën
| Olympiër      | Discipline | Resultaat | Prestatie                       |
| ------------- | ---------- | --------- | ------------------------------- |
| Anja Bolbjerg | moguls (v) | 15e       | opgave (kwalificatie: 22,40 p.) |

Amerikaanse Maagdeneilanden · Andorra · Argentinië · Armenië · Australië · Azerbeidzjan · België · Bermuda · Bosnië en Herzegovina · Brazilië · Bulgarije · Canada · Chili · China · Chinees Taipei · Costa Rica · Cyprus · Denemarken · Duitsland · Estland · Fiji · Finland · Frankrijk · Georgië · Griekenland · Groot-Brittannië · Hongarije · Hongkong · Ierland · IJsland · India · Iran · Israël · Italië · Jamaica · Japan · Joegoslavië · Kameroen · Kazachstan · Kenia · Kirgizië · Kroatië · Letland · Libanon · Liechtenstein · Litouwen · Macedonië · Mexico · Moldavië · Monaco · Mongolië · Nederland · Nepal · Nieuw-Zeeland · Noorwegen · Oekraïne · Oezbekistan · Oostenrijk · Polen · Roemenië · Rusland · San Marino · Slovenië · Slowakije · Spanje · Tadzjikistan · Thailand · Trinidad en Tobago · Tsjechië · Turkije · Venezuela · Verenigde Staten · Wit-Rusland · Zuid-Afrika · Zuid-Korea · Zweden · Zwitserland

Uitgesloten van deelname: Puerto Rico